# Седеркрёйц, Нанни
Нанни Седеркрёйц, урождённая Эбба Луиза Нанни Лагерборг (Nanny Cedercreutz; 19 марта 1866, Канны — 8 декабря 1950, Хельсинки) — финская писательница и математик.

## Биография
Эбба Луиза Нанни Лагерборг родилась в Каннах 19 марта 1866 года в семье капитана Александра Вильгельма Лагерборга и его жены Нанни Франзен. Лагерборги — старинный финно-шведский род, на протяжении веков проявлявший себя в государственной и военной областях. Родители Нанни проводили зиму в Каннах, поскольку её отец страдал туберкулёзом лёгких и нуждался в более мягком климате. Мать девочки умерла вскоре после рождения ребёнка.
Детство Нанни прошло в Хельсинки, где она посещала школу. В 1885 году она отправилась в Женеву с целью изучать французский язык. В Женеве у неё возник интерес к математике, и она начала посещать лекции по математике и физике в Женевском университете. В 1886 году продолжила обучение в Стокгольмском университете, где её преподавателями были Магнус Миттаг-Леффлер и Кнут Юхан Ангстрем. В 1888 году Нанни Лагерборг защитила диссертацию по физике.
После учёбы в Стокгольме Нанни Лагерборг отправилась в Париж и продолжила обучение математике и физике в Сорбонне. В январе 1890 года она выступила с лекцией в Математическом обществе Франции, а в феврале была принята в члены общества, став второй женщиной, после Софьи Ковалевской, удостоенной этой чести. В том же году она получила степень лиценциата математических наук.
В 1892 году Нанни Лагерборг вышла замуж за врача, барона Эмиля Вальдемара Седеркрёйца. Между 1893 и 1906 годами у неё родилось четверо детей. В 1912 году Нанни Седеркрёйц дебютировала в качестве писательницы. В числе её литературных произведений — сборники рассказов, стихотворений и историй для юношества. Кроме того, Седеркрёйц писала книги и статьи о путешествиях и о природе.
Баронесса Нанни Седеркрёйц умерла 8 декабря 1950 года в Хельсинки.